# Jerry Lewis
Jerry Lewis (AM) (16 tháng 3 năm 1926 – 20 tháng 8 năm 2017) là một diễn viên, diễn viên hài, ca sĩ, nhà sản xuất phim, đạo diễn, người làm từ thiện và biên kịch người Mỹ. Ông được biết đến với sự hài hước vui nhộn của mình trong phim, truyền hình, sân khấu, đài phát thanh và ghi âm. Sự nghiệp của ông bắt đầu vào năm 1946, khi ông cùng với nam diễn viên, ca sĩ và nghệ sĩ thu âm Dean Martin lập ra nhóm hài Martin and Lewis. Hai người biểu diễn trực tiếp trong các hộp đêm,  các chương trình truyền hình, phim sân khấu và các buổi trình diễn trên đài phát thanh đến năm 1956 thì hai người chia tay nhau sau mười năm hoạt động.
Từ năm 1957, Lewis (với tư cách một nghệ sĩ solo) trở thành ngôi sao trong các bộ phim, chương trình truyền hình và các buổi hòa nhạc trực tiếp sau đó. Lewis sau đó tập trung vào công việc từ thiện và từng là chủ tịch quốc gia của Hiệp hội bệnh teo cơ (MDA) đồng thời với việc làm người dẫn các chương trình phát sóng ngày Lao động Jerry Lewis MDA Telethon trong 40 năm liền.
Lewis đã giành được nhiều giải thưởng cho thành tựu trọn đời của American Comedy Awards, Hiệp hội phê bình phim Los Angeles, Liên hoan phim Venezia và Viện Hàn lâm Khoa học và Nghệ thuật Điện ảnh. Ông cũng được vinh danh với 2 ngôi sao trên đại lộ Danh vọng Hollywood.

## Sách tiểu sử
- The Total Film-Maker by Jerry Lewis. New York City: Random House, 1971, ISBN 0-394-46757-4
- Jerry Lewis: In Person by Jerry Lewis with Herb Gluck. New York: Atheneum, 1982, ISBN 0-689-11290-4
- Dean & Me (A Love Story) by Jerry Lewis with James Kaplan. New York: Doubleday, 2005, ISBN 0-7679-2086-4
- King of Comedy: The Life and Art of Jerry Lewis by Shawn Anthony Levy. New York: St. Martin's Press, 1996, ISBN 978-0-312-16878-0

## Phim tài liệu
- 2016: Jerry Lewis: The man behind the clown by Gregory Monro